# Emmanuel Le Petit

Emmanuel Le Petit est un artiste peintre, né à Boulogne-sur-Mer (Pas-de-Calais) le 16 avril 1905 et mort dans la même ville le 22 décembre 1991.
Il est issu d'une longue lignée d'artistes. Son arrière-arrière grand-père Étienne Le Petit s'établit à Boulogne-sur-Mer. Dessinateur dans l'armée de Napoléon 1er, il est chargé d'élaborer les plans de la flottille dans la perspective du débarquement en Angleterre. Le fils, Joseph-Étienne, fonde une entreprise de peinture et de décoration dans la haute-ville en 1864. Le père d'Emmanuel, Albert, qui a poursuivi l'entreprise, est l'auteur d'un Manuel du peintre en bâtiment, édité en 1924.
Emmanuel Le Petit effectue ses études d'arts décoratifs à Bruxelles. Il commence à peindre durant la Seconde Guerre mondiale, en Bretagne où sa famille est réfugiée. Ami de Vicente Gil-Franco (auquel il prête généreusement un atelier), Emmanuel Le Petit parcourt le Nord-Pas-de-Calais avec ce dernier : les deux hommes partent à la conquête de la lumière et du grand air, plantent leur chevalet et témoignent avec bonheur. Le port de Boulogne a la préférence de l'enfant, ainsi que la haute-ville qui, pour autant, ne dédaigne pas les paysages champêtres et autres sous-bois de la région ou d'ailleurs. Il dirige jusqu'en 1963 l'entreprise familiale.
Peintre et aquarelliste de marines et de paysages, ses œuvres sont présentes dans de nombreuses collections en France et dans d'autres pays. Il est l'auteur d'un livre d'aquarelles, Images boulonnaises, publié en 1981.